# Silvia Bussoli
Silvia Bussoli (* 22. November 1993 in Pavullo nel Frignano) ist eine italienische Volleyballspielerin.

## Karriere
Bussoli spielt seit 2006 Volleyball und begann 2012 ihre Karriere als professionelle Volleyballspielerin. 2017 stieg die Außenangreiferin mit Volley Pesaro in die höchste italienische Liga (Serie A1) auf.